# Südafrikanische Cricket-Nationalmannschaft in England in der Saison 1935
Die Tour der südafrikanischen Cricket-Nationalmannschaft nach England in der Saison 1935 fand vom 15. Juni bis zum 20. August 1935. Die internationale Cricket-Tour war Bestandteil der Internationalen Cricket-Saison 1935 und umfasste fünf Tests. Südafrika gewann die Serie 1–0.

## Vorgeschichte
Für beide Mannschaften war es die erste Tour der Saison.
Das letzte Aufeinandertreffen der beiden Mannschaften bei einer Tour fand in der Saison 1929 in England statt.

## Stadien
Die folgenden Stadien wurden für die Tour als Austragungsort vorgesehen.
| Stadion                     | Stadt      | Kapazität | Spiele  |
| --------------------------- | ---------- | --------- | ------- |
| Headingley Stadium          | Leeds      | 17.000    | 3. Test |
| The Oval                    | London     | 23.500    | 5. Test |
| Lord’s Cricket Ground       | London     | 30.000    | 2. Test |
| Old Trafford Cricket Ground | Manchester | 19.000    | 4. Test |
| Trent Bridge                | Nottingham | 15.350    | 1. Test |

## Kaderlisten
Die Mannschaften benannten die folgenden Kader.
| Test | Test |
| England | Südafrika |
| --- | --- |
| - Les Ames - Fred Bakewell - Bob Barber - Bill Bowes - Johnnie Clay - George Duckworth - Bill Farrimond - Wally Hammond - Joe Hardstaff - Errol Holmes - Jack Iddon - James Langridge - Maurice Leyland - Arthur Mitchell - Tommy Mitchell - Mandy Mitchell-Innes - Stan Nichols - Hopper Read - Walter Robins - Jim Sims - Denis Smith - Herbert Sutcliffe - Maurice Tate - Hedley Verity - Bob Wyatt | - Xen Balaskas - Sandy Bell - Jock Cameron - Bob Crisp - Eric Dalton - Chud Langton - Bruce Mitchell - Dudley Nourse - Eric Rowan - Jack Siedle - Denis Tomlinson - Ken Viljoen - Cyril Vincent - Billy Wade |

## Tests

### Erster Test in Nottingham
| 15. – 18. Juni Scorecard | Nottingham | England 384-7d (132) | – | Südafrika 220 (116.5) & 17-1 (9) (f/o) |
|                          |            | Remis                |   |                                        |

### Zweiter Test in London
| 29. Juni – 2. Juli Scorecard | London (Lord’s) | Südafrika 228 (91.3) & 278-7d (121.4) | – | England 198 (80.3) & 151 (67) |
|                              |                 | Südafrika gewinnt mit 157 Runs        |   |                               |

### Dritter Test in Leeds
| 13. – 16. Juni Scorecard | Leeds | England 216 (93.5) & 294-7d (79.3) | – | Südafrika 171 (87.4) & 194-5 (95.2) |
|                          |       | Remis                              |   |                                     |

### Vierter Test in Manchester
| 27. – 30. Juli Scorecard | Manchester | England 357 (92.1) & 231-6d (67) | – | Südafrika 318 (109.3) & 169-2 (83) |
|                          |            | Remis                            |   |                                    |

### Fünfter Test in London
| 17. – 20. August Scorecard | London (Oval) | Südafrika 476 (145.4) & 287-6 (73) | – | England 534-6d (132) |
|                            |               | Remis                              |   |                      |